# Шмидт, Хайнц
Карл Хайнц Шмидт (нем. Karl Heinz Schmidt; 24 апреля 1928, Мюльхайм-ан-дер-Рур, Рейнская провинция — 8 ноября 1999, Гюнцбург, Бавария) — западногерманский хоккеист на траве, вратарь. Бронзовый призёр летних Олимпийских игр 1956 года, участник летних Олимпийских игр 1952 года.

## Биография
Хайнц Шмидт родился 24 апреля 1928 года в немецком городе Мюльхайм-ан-дер-Рур.
Играл в хоккей на траве за «Уленхорст» из Мюльхайм-ан-дер-Рура. В его составе шесть раз становился чемпионом ФРГ (1950, 1954—1955, 1957—1958, 1960).
В 1952 году вошёл в состав сборной ФРГ по хоккею на траве на летних Олимпийских играх в Хельсинки, занявшей 5-е место. Играл на позиции вратаря, провёл 3 матча, пропустил 2 мяча (по одному от сборных Австрии и Нидерландов).
В 1956 году вошёл в состав Объединённой германской команды по хоккею на траве на летних Олимпийских играх в Мельбурне и завоевал бронзовую медаль. В матчах не участвовал.
В 1951—1956 годах провёл за сборную ФРГ 16 матчей.
Носил прозвище «Зам» в честь знаменитого испанского футбольного вратаря Франсиско Саморы.
Умер 8 ноября 1999 года в немецком городе Гюнцбург.